# Elezioni presidenziali negli Stati Uniti d'America del 1920
Le elezioni presidenziali negli Stati Uniti d'America del 1920 si svolsero il 2 novembre. Furono le prime elezioni presidenziali statunitensi cui presero parte anche le donne. La sfida oppose il candidato repubblicano Warren G. Harding e il democratico James M. Cox. Harding fu eletto presidente.
Entrambi i candidati dei principali partiti provenivano dallo stesso Stato (l'Ohio). Era la seconda volta che questa circostanza si verificava nella storia degli Stati Uniti: l'unico precedente, nel 1904, aveva visto fronteggiarsi il democratico Alton B. Parker e il repubblicano Theodore Roosevelt, entrambi di New York.

## Risultati
| Candidati                      | Candidati                  | Partiti                      | Voti       | %     | Delegati |
| Presidente                     | Vicepresidente             | Partiti                      | Voti       | %     | Delegati |
| ------------------------------ | -------------------------- | ---------------------------- | ---------- | ----- | -------- |
| Warren G. Harding (OH)         | Calvin Coolidge (MA)       | Partito Repubblicano         | 16 144 093 | 60,32 | 404      |
| James M. Cox (OH)              | Franklin D. Roosevelt (NY) | Partito Democratico          | 9 139 661  | 34,15 | 127      |
| Eugene Victor Debs (IN)        | Seymour Stedman (IL)       | Partito Socialista d'America | 913 693    | 3,41  | –        |
| Parley Parker Christensen (IL) | Max S. Hayes (OH)          | Farmer-Labor Party           | 265 398    | 0,99  | –        |
| Aaron Sherman Watkins (IN)     | David Leigh Colvin (NY)    | Proibizionista               | 188 787    | 0,71  | –        |
| James Edward Ferguson (TX)     | William J. Hough (NY)      | American Party               | 47 968     | 0,18  | –        |
| William Wesley Cox (MO)        | August Gilhaus (NY)        | Socialist Labor Party        | 31 084     | 0,12  | –        |
| Altri candidati                | -                          | -                            | 34 496     | 0,13  | –        |
| Totale                         | Totale                     | Totale                       | 26 765 180 | 100   | 531      |